# Amanhecer (telenovela)
Amanhecer é uma telenovela portuguesa, produzida e exibida pela TVI entre 3 de novembro de 2002 e 7 de agosto de 2003, conta com 202 episódios de produção. Na sua emissão original, substituiu Sonhos Traídos e foi substituída por O Teu Olhar. Da autoria de Tozé Martinho, foi dirigida por Hugo de Sousa e Jorge Cardoso. Aborda temas como a prostituição, a riqueza, a ignorância, a doença, o aborto, o amor puro, a maternidade e a esperança. A telenovela foi um grande sucesso de audiências, atingindo, no último episódio, uma média superior a 50% de share.
Contou com Fernanda Serrano, João Reis, Joaquim Horta, Gracinda Nave, Bárbara Norton de Matos, Morais e Castro, Maria José Paschoal, Sinde Filipe, Tozé Martinho e Rita Salema nos papéis principais da trama.
Foi reposta no canal RTP África, entre 2009 e 2010. Regressou às madrugadas da TVI entre 6 de Janeiro de 2013 e 8 de Maio de 2013, substituindo Mistura Fina e sendo substituída por Deixa-me Amar. Foi transmitida pelo canal TVI Ficção entre 8 de Agosto de 2013 e 16 de Janeiro de 2014. Encontrou-se novamente em reposição nas madrugadas da TVI, entre 2018 e 2019. 

## Sinopse
A história de Amanhecer começa num hospital, com João Santos Semedo (Diogo Martins), que segura o seu irmão Pedro Santos (Manuel Custódia) ao colo... Está claramente nervoso e apreensivo. Finalmente, surge um médico que lhe diz que a mãe, Clara Santos (Gracinda Nave), terá que ficar no hospital. João fica sem palavras. O médico pergunta à criança pelo pai e, ao contrário do que seria esperado, João responde que só o viu duas vezes e que não sabe onde ele está mas que, certamente, a mãe terá o contacto.
É assim que em Mafra, o professor Luís Carlos Semedo (João Reis) recebe o telefonema de um hospital de Lisboa informando-o de que Clara vai ser operada de urgência e que o seu filho João não tem com quem ficar. Um pouco atormentado lá vai, ao encontro de uma grande surpresa...
Clara recebe-o já na maca, no Serviço pré-operatório do Hospital. Ela pede-lhe que se ocupe do seu filho pois vai ser operada à cabeça e o pior pode acontecer... Luís Carlos compromete-se a encarregar-se de João, embora mal o conheça...
Já no corredor, Clara levanta um braço indicando que pretende ainda falar uma vez mais com o pai do seu filho. Luís Carlos vai ter com ela. Ela agarra-lhe a mão, pede-lhe que jure que se ocupará de facto do filho e nisto surpreende-o ao dizer-lhe: “Ele não é teu filho!...”
Luís Carlos fica atónito. Nessa noite vai falar com Anabela Gomes (Fernanda Serrano), uma amiga de Clara que é prostituta... Ao vê-la, Luís Carlos fica claramente perturbado com a sua beleza e logo aí se apaixona por ela!
No decorrer da conversa, pergunta-lhe quem é o pai de João e conta-lhe a revelação de Clara. Anabela fica bastante surpresa e diz que não sabe de nada pois Clara sempre lhe disse ser ele o pai de João. Já de saída, Luís Carlos pergunta a Anabela o que é que uma mulher tão bonita faz naquela vida, mas Anabela sai sem lhe responder.
No dia seguinte, no hospital, Luís Carlos é informado pelo médico que, depois da operação, Clara entrou em coma.
A indefinição do estado de saúde de Clara e a terrível revelação que esta lhe fizera levam Luís Carlos a partir para o Douro, sua terra natal e também a de Clara, em busca do verdadeiro pai de João... e também de algumas surpresas e alguns segredos!

## Elenco
- João Reis - Luís Carlos Semedo (Protagonista)
- Fernanda Serrano - Anabela Gomes (Protagonista)
- Joaquim Horta - Hipólito Cardoso (Antagonista)
- Gracinda Nave - Clara Santos (Protagonista)
- Pedro Laginha - Miguel Pedroso (Protagonista)
- Sinde Filipe - Artur Pedroso
- Tozé Martinho (†) - Júlio Semedo
- Maria José Paschoal - Fátima Semedo
- Fernanda Borsatti (†) - Idalina Pombo
- Catarina Avelar - Rosa Sousa
- Rita Salema - Sofia Pedroso
- Morais e Castro (†) - Amadeu Arcanjo
- Luís Alberto - Delfim Batalha
- Estrela Novais - Natalina Miranda
- Tareka (†) - Helena Pedroso Ramos
- José Neves - Lucas Ramadas
- José Pinto - Alfredo Ramadas
- José Meireles - Filipe Raposo
- Bárbara Norton de Matos - Maria do Amparo Sousa Ramadas
- Sónia Brazão - Beatriz Sampaio
- Benjamim Falcão - Albano Silva
- Anabela Brígida - Graça Raposo
- Joana Figueira - Dora Carvalho
- Marco Costa - João Carlos (Joca) Alves
- Joana Bastos - Berta
- Joana Capucho - Raquel Oliveira
- Rodrigo Saraiva - Edgar Pereira
- Tiago Felizardo - Carlitos
- Elsa Galvão - Ermelinda Jesus
- Sandra Dias - Catarina Barão
- Rosa Villa - Joana
- Flávia Sardinha - Célia Lopes
- Danae Magalhães - Gina
- Henriqueta Maia - Maria das Dores
- Philippe Leroux - Francisco
- Guida Maria (†) - Antónia
- Filipe Ferrer (†) - Carlos Pais
- Adriano Carvalho - Ricardo
- José Alves - Tadeu da Silva Marques
- Ricardo Pereira - Rui Costa
- Fernanda Montemor - Salomé
- Adriana Barral - Daisy
- Victor Espadinha - Frank
- Manuel Lourenço - Rogério Guimarães
- Cecília Laranjeiro - Margarida (Guidinha)
- Arminda Taveira - Regina
- Jorge Picoto - Abel
- Alina Vaz - Diana Pais
- Maria Arriaga - Inês
- Catarina Matos - Isabel
- Catarina Sierra - Maria da Luz
- Isabel Simões - Clotilde
- Márcia Leal - Vanda
- António Aldeia - Jacinto
- Miguel Sá Monteiro - Gilberto
- Joana Dobrões - Sandra

Participação Especial:
- Manuel Cavaco - Justino

Elenco Infantil:
- Diogo Martins - João Santos Semedo
- Sara Barradas - Filomena (Mena) Gomes
- Manuel Custódia - Pedro (Pedrinho) Santos Guimarães
- Tiago Felizardo - Carlos (Carlitos)
- Diogo Valsassina - Bruno
- Guilherme Silva - José (Zé)

Elenco Adicional:
- Alberto Quaresma - cliente de Anabela
- Ana Mafalda Correia
- Ana Saltão
- André Saraiva
- Bernardete Madeira
- Betty Rodriguez - Mónica
- Carla Moura
- Carlos Paiva
- Carlos Vieira de Almeida - padre
- Cecília Sousa - Gisela (secretária)
- Cláudia Chéu
- David Lourenço
- Eduardo Monteiro
- Filipa Gordo - Alda
- Gonçalo Correia
- Guilherme Silva
- João Catarré - Militar
- João Ferrador - Vendedor Automóvel
- Jorge Silva - Director do Hospital
- José Coelho
- José Mendes
- José Moreira
- José Topa - Taxista de Poiares
- Lígia Fradinho
- Lília Matias
- Lourenço Henriques - Segurança
- Luís Anjos - Médico
- Manuela Costa
- Manuela Couto - Mariana (secretária)
- Manuela Passarinho - Julieta
- Maria João Braga
- Mauro Wilson
- Miguel Silva
- Nuno Porfírio - Guarda Prisional
- Paula Farinhas - Empregada da Loja
- Raquel Tavares - Prostituta
- Rosalina Lage Marques
- Rui Curto
- Rui Pereira
- Tina Barbosa - Rosário
- Vasco Lopes
- Tiago Aldeia - Rapaz do Orfanato

## Banda Sonora
- Meu Amanhecer (Que Me Dá Vida) - Lara Afonso
- Vou-me Embalando - Patrícia Antunes
- Sou Eu - Susana Félix
- Amanhecer (sempre mais uma vez) - Susana Félix
- Luz de Presença - Susana Félix
- Amanhecer - Santos e Pecadores
- Naufrágio - Santos e Pecadores
- Anjo Só - Santos e Pecadores
- Na Minha Alma - Santos e Pecadores
- Amanheceu (do outro lado do mundo) - João Pedro Pais
- Rusga ao Senhor da Pedra - Ass. Grupo Folclórico As Lavradeiras de S. João de Ver
- Cristiano De André - Dietro La Porta
- Ainda Faltam Musicas...

## Audiência
A estreia de Amanhecer a 03 de Novembro (Domingo) foi vista por 3.371.000 espectadores. Em termos médios esta novela registou uma audiência de 15.7% e 40.6% de share ocupando a 1ª posição do top. Amanhecer alcançou uma audiência média de 12.2% e 40.7% de share.